# François Benoist
François Benoist (Nantes, 1794 - París, 1878) fou un compositor francès.
Feu va fer els estudis amb gran brillantor en el Conservatori d'aquesta última ciutat i guanyà el premi de Roma, sent nomenat al seu retorn organista de la capella reial i professor d'orgue del Conservatori, on tingué alumnes com Adolphe Deslandres, Gaston Salvayre, Edouard Silas entre d'altres, càrrec que desenvolupà duran cinquanta-tres anys, comptant entre els seus deixebles amb Emile Paladilhe, Lèo Ehrhart, Bizet, Charles-Alexis Chauvet i Cesar Franck.
Les seves temptatives envers el teatre foren poc afortunades, perquè al seu geni li anava més bé la música religiosa que la dramàtica. Les seves obres més importants són una missa de Rèquiem i la Bibliothèque de l'organiste. Se'l hi deuen a més les òperes Léonore et Félix (1821), i L'Apparition (1846), i els balls La Gipsy (1839), Le Diable amoreux (1840), Nisida (1848), i Pàquerette.